# Krzysztof Nawotka
Krzysztof Dariusz Nawotka (ur. 24 października 1960 we Wrocławiu) – polski filolog klasyczny, historyk specjalizujący się w epigrafice greckiej, historii starożytnej oraz historii świata greckiego, nauczyciel akademicki związany z uczelniami wrocławskimi i samorządowiec.

## Życiorys
Urodził się w 1960 roku we Wrocławiu, gdzie ukończył kolejno szkołę podstawową, a następnie III Liceum Ogólnokształcące. W 1979 roku podjął studia na Uniwersytecie Wrocławskim w zakresie historii i filologii klasycznej. Tytuł magistra uzyskał w 1983 roku po obronie pracy pt. Zgromadzenia prowincjonalne w rzymskich prowincjach naddunajskich, napisanej pod kierunkiem prof. Tadeusza Kotuli. Bezpośrednio po ukończeniu studiów został zatrudniony w Instytucie Historycznym na swojej macierzystej uczelni, początkowo jako pracownik tamtejszej biblioteki, a następnie pracownik techniczny i asystent ekspedycji archeologicznej w Novae. 
W latach 1986–1987 jako stypendysta fundacji Sorosa odbył studia doktoranckie na Uniwersytecie Oksfordzkim, a w latach 1987–1991 na Uniwersytecie Stanu Ohio w Columbus. Uzyskał tam stopień naukowy doktora nauk humanistycznych w zakresie historii na podstawie pracy pt. The Western Pontic Cities: History and Political Organization (Historia i ustrój polityczny miast zachodniopontyjskich), której promotorem był dr Stephan V. Tracy. W latach 1991–1993 wykładał w Stanach Zjednoczonych na Uniwersytecie Stanu Ohio. Uczestniczył tam w tworzeniu wielkiej bazy epigrafiki greckiej.
W 1993 roku powrócił na stałe do Polski, ponownie zatrudniając się w Instytucie Historycznym UWr. W 1999 roku uzyskał stopień naukowy doktora habilitowanego nauk humanistycznych w zakresie historii o specjalności historia starożytna na podstawie rozprawy nt. Boule and Demos in Miletus and its Pontic Colonies from Classical Age until Third Century A.D. (Boule i demos w Milecie i jego pontyjskich koloniach od V w. p.n.e. do połowy III w. n.e.). W 2002 roku otrzymał stanowisko profesora nadzwyczajnego w Zakładzie Historii Starożytnej UWr, a w 2005 roku profesora zwyczajnego. W tym samym roku prezydent Polski nadał mu tytuł profesora nauk humanistycznych.
W latach 1994–2002 zasiadał w Radzie Miejskiej Wrocławia. Na Uniwersytecie Wrocławskim pełnił wiele istotnych funkcji organizacyjnych. W latach 2002–2005 był wicedyrektorem Instytutu Historycznego. a następnie od 2005 do 2008 roku sprawował funkcję prorektora ds. badań naukowych i współpracy z zagranicą. Obecnie kieruje Zakładem Historii Starożytnej UWr. Poza tym wykładał jeszcze w Instytucie Dziennikarstwa i Komunikacji Społecznej Wydziału Nauk Społecznych i Dziennikarstwa Dolnośląskiej Szkoły Wyższej.

## Dorobek naukowy
Zainteresowania naukowe prof. Krzysztofa Nawotki obejmują zagadnienia związane z ustrojem i społeczeństwem świata greckiego epoki hellenistycznej i rzymskiej oraz z postacią Aleksandra Wielkiego. Jak dotychczas wypromował pięciu doktorów. W 2011 roku został odznaczony Złotym Krzyżem Zasługi. 

## Wybrane publikacje
- (redakcja) Maurice Sartre, Wschód rzymski: prowincje i społeczeństwa prowincjonalne we wschodniej części basenu Morza Śródziemnego w okresie od Augusta do Sewerów (31 r. p.n.e.-235 r. n.e.), tł. Stanisław Rościcki, red. nauk. wyd. pol. Krzysztof Nawotka, Wrocław: Zakład Narodowy im. Ossolińskich 1997
- Boule and demos in Miletus and its Pontic colonies from classical age until third century A.D., Wrocław: Zakład Narodowy im. Ossolińskich 1999.
- (przekład i komentarz) Plutarch, O szczęściu czy dzielności Aleksandra, przekład i oprac. Krzysztof Nawotka, Wrocław: Wydawnictwo Uniwersytetu Wrocławskiego 2003.
- Aleksander Wielki, Wrocław: Wydawnictwo Uniwersytetu Wrocławskiego 2004 (wyd. 2 popr. i uzup. - 2007, przekład angielski: Alexander the Great, Newcastle upon Tyne: Cambridge Scholars Publishing 2010).
- Śmierć i grób Aleksandra Wielkiego, Poznań 2005.
- Grecy, Rzymianie i ich sąsiedzi, Wrocław 2007.
- (przekład i komentarz) Pseudo-Callisthenes, Historia Alexandri Magni = Romans o Aleksandrze, przekład, wstęp i komentarz Krzysztof Nawotka, Poznań: Wydawnictwo Naukowe Uniwersytetu im. Adama Mickiewicza 2010.